# František Rajtoral
František Rajtoral (12. března 1986 Příbram – 23. dubna 2017 Gaziantep) byl český fotbalový obránce či záložník a reprezentant. V letech 2009–2016 působil v klubu FC Viktoria Plzeň, s nímž získal čtyři tituly mistra České republiky. Posledním angažmá se od srpna 2016 stal turecký tým Gaziantepspor. V sezóně 2013/2014 odehrál sedm zápasů na hostování v německém bundesligovém Hannoveru 96. Za český národní tým odehrál v letech 2012–2014 celkem 14 zápasů, zúčastnil se s ním EURA 2012 konaného v Polsku a na Ukrajině.
V anketě Fotbalista roku ČR 2006 se v kategorii Talent roku umístil na 5. místě.

## Klubová kariéra

### FK Marila Příbram
S fotbalem začínal v týmu Kovohutích Příbram, o rok později přestoupil Marily Příbram. Koncem roku 2004 se poprvé dostal do A týmu Příbrami, kde debutoval 21. listopadu 2004 v domácím ligovém střetnutí 14. kola proti Slovácku. Utkání skončilo bezbrankovou remízou, Rajtoral hrál do 82. minuty. Svoji premiérovou branku vstřelil 24. dubna 2005 ve 24. ligovém kole domácím Drnovicím, byl to zároveň jediný a vítězný gól zápasu (padl v 51. minutě). Sezónu 2004/05 zakončil s bilancí 15 ligových startů a 1 vstřelený gól.

### FC Baník Ostrava
Na začátku sezóny 2005/06 Rajtoral odešel do Baníku Ostrava za 15 milionů korun. V ročníku odehrál 26 ligových zápasů, střelecky se neprosadil.
Další sezona 2006/07 byla mnohem podařenější, vstřelil v ní celkem 8 gólů ve 26 zápasech v lize. 12. listopadu 2006 ve 14. ligovém kole zařídil svými 2 brankami remízu 2:2 v Českých Budějovicích. Po jednom góle vstřelil i v následujících třech kolech: 18. listopadu proti hostujícím Teplicím (1:1), 26. listopadu proti hostujícímu Liberci (1:1) a 3. prosince 2006 proti domácí Slavii Praha (prohra Ostravy 1:2). Další trefy přidal 18. dubna 2007 proti Mostu (výhra 1:0), 30. dubna proti Spartě Praha (2:2) a 21. května 2007 proti Českým Budějovicím (výhra 5:1). Následně se s Ostravou dohodl na prodloužení kontraktu do roku 2010.
Ročník 2007/08 zakončil se 3 vstřelenými góly v 25 ligových zápasech. Prosadil se 21. října 2007 proti domácímu Jablonci (1:1), 22. března 2008 proti hostujícímu Žižkovu (výhra 3:0) a 3. května proti hostujícímu Kladnu (výhra Ostravy 4:1).
Sezóna 2008/09 byla jeho poslední v dresu ostravského Baníku. Zaznamenal v ní jediný gól během 23 zápasů v lize, trefil se 21. března 2009 v utkání proti svému bývalému klubu Příbrami, Baník prohrál venku 1:2.

### FC Viktoria Plzeň
V létě 2009 přestoupil do Viktorie Plzeň. Se Západočechy slavil na konci ročníku 2009/10 vítězství v Ondrášovka Cupu (Plzeň porazila ve finále Jablonec 2:1). Ligovou sezonu 2009/10 dovršil třemi brankami ve 28 střetnutích v lize. Další ročníku 2010/11 získal s klubem svůj první ligový titul, ke kterému přispěl 3 góly ve 27 ligových zápasech.

#### Český Superpohár 2010, 2011
8. července 2010 nastoupil v dresu Plzně k historicky prvnímu zápasu českého Superpoháru, který sehrávají mistr ligy (tehdy AC Sparta Praha) a vítěz národního poháru (Viktoria Plzeň). Trofej vyhrála pražská Sparta, utkání skončilo výsledkem 1:0. František Rajtoral se dočkal této trofeje o rok později, kdy Viktoria Plzeň jako mistr ligy porazila držitele českého poháru FK Mladou Boleslav. Utkání skončilo nerozhodně 1:1 po 90 minutách hry - prodloužení se nehraje, na pokutové kopy zvítězila Plzeň 4:2. Rajtoral nastoupil do zápasu ve 46. minutě.

#### Sezóna 2011/12
Plzeň se v sezóně 2011/12 Ligy mistrů propracovala z 2. předkola až do základní skupiny. Ve druhém předkole přešla přes arménský celek Pjunik Jerevan po výsledcích 4:0 a 5:1. Ve 3. předkole následoval postup přes norský Rosenborg Trondheim (výhry 1:0 a 3:2) a ve 4. předkole přes dánský FC Kodaň (výhry 3:1 a 2:1). V základní skupině H si Rajtoral zahrál proti dvěma evropským velkoklubům FC Barcelona (prohry 0:2 a 0:4) a AC Milan (prohra 0:2 a remíza 2:2). Třetím klubem, s nímž se západočeský klub utkal byl běloruský BATE Borisov (výhra 1:0 a remíza 1:1). Plzeň obsadila v konečném součtu 3. místo před BATE a díky tomu si zajistila účast v jarní vyřazovací části (šestnáctifinále) Evropské ligy 2011/12. Zde jí bylo přilosováno německé mužstvo Schalke 04, po výsledcích 1:1 doma a 1:3 venku po prodloužení vypadla. První zápas 16. února 2012 v Plzni skončil 1:1. 23. února 2012 v odvetném zápase v Německu vstřelil Rajtoral vyrovnávací gól Plzně na 1:1 tři minuty před koncem řádné hrací doby a utkání se prodlužovalo. Plzeň však hrála oslabena o jednoho hráče (v 60. minutě byl vyloučen za hloupý faul Marek Bakoš), v prodloužení neměla dostatek sil na zvrat a dvakrát inkasovala z kopačky Klaase-Jana Huntelaara, který v utkání zaznamenal hattrick. Do osmifinále tak prošel německý klub.
V sezóně 2011/12 Gambrinus ligy bojovala Plzeň v posledním kole se Slovanem Liberec o titul, utkání skončilo nerozhodně 0:0, tento výsledek stačil Liberci na první místo a Plzeň spadla na 3. příčku za pražskou Spartu. Rajtoral nastřádal v této sezoně 29 startů v lize a 2 góly.

#### Sezóna 2012/13
V základní skupině B Evropské ligy 2012/13 byla Plzeň přilosována k týmům Atlético Madrid (Španělsko), Hapoel Tel Aviv (Izrael) a Académica de Coimbra (Portugalsko). V prvním utkání Plzně 20. září 2012 na domácí půdě proti portugalskému týmu Académica de Coimbra Rajtoral hlavou zvyšoval v 80. minutě po centru Marka Hanouska na konečných 3:1 pro Plzeň. I v dalším utkání 4. října s Atléticem Madrid nastoupil v základní sestavě (hrál do 89. minuty, pak jej vystřídal Jakub Hora), španělský celek zvítězil doma 1:0 gólem v samotném závěru. 25. října cestovala Plzeň do Izraele k utkání proti Hapoelu Tel Aviv a většinu prvního poločasu byla pod tlakem soupeře. František Rajtoral v 55. minutě vstřelil hlavou vítězný gól na 2:1 poté, co Radim Řezník vrátil míč před bránu. Výsledkem 2:1 střetnutí skončilo, Rajtoral v závěru ještě trefil z dálky tyč. Plzeň si s 6 body upevnila druhou příčku za vedoucím Atléticem Madrid. 8. listopadu 2012 přivítala Plzeň Hapoel Tel Aviv v odvetě na domácím hřišti a vyhrála 4:0, díky tomuto výsledku se posunula s 9 body o skóre na čelo tabulky před doposud vedoucí Atlético Madrid (které v souběžném zápase prohrálo v Coimbře 0:2). Izraelský celek hrál navíc od 41. minuty oslaben o jednoho hráče. Rajtoral do tohoto střetnutí nenastoupil, sužovaly ho zdravotní problémy s třísly. 6. prosince 2012 odehrál zápas v Plzni proti Atléticu Madrid (výhra Viktorie Plzeň 1:0). Plzeň si tak se 13 body zajistila konečné 1. místo v tabulce skupiny B o 1 bod před druhým Atléticem. 14. února 2013 v jarní vyřazovací části nastoupil v šestnáctifinále proti domácímu italskému mužstvu SSC Neapol. V 66. minutě mu rozhodčí neuznali gól, v 79. minutě už ano. Rajtoral přetlačil v pokutovém území nedůsledného obránce a přehodil padajícího neapolského brankáře, zvyšoval tak na 2:0 pro hosty. Plzeň zvítězila v Neapoli 3:0. Hrál i o týden později v domácí odvetě, kterou Plzeň opanovala poměrem 2:0 a postoupila do osmifinále. V osmifinále odehrál celé domácí utkání proti tureckému celku Fenerbahçe Istanbul, Plzeň poprvé v tomto ročníku Evropské ligy prohrála doma (0:1). 14. března v odvetě v Istanbulu nastoupil rovněž v základní sestavě, Viktoria remizovala 1:1 a vypadla z Evropské ligy.
V prvním ligovém zápase Plzně po zimní přestávce 25. února 2013 se podílel jedním gólem na vítězství Viktorie 3:1 nad domácím Brnem. Sezónu 2012/13 Gambrinus ligy završil ziskem ligového titulu, Plzeň s Rajtoralem v sestavě porazila 1. června v posledním 30. kole sestupující FC Hradec Králové 3:0 a udržela si dvoubodový náskok před největším konkurentem Spartou Praha.

#### Sezóna 2013/14
V prvním soutěžním zápase nastoupil za Viktorii 12. července 2013 v Superpoháru proti FK Baumit Jablonec (prohra 2:3). V úvodním zápase 2. předkola Ligy mistrů UEFA 2013/14 vstřelil na domácí půdě jeden gól bosenskému týmu FK Željezničar Sarajevo, Viktoria Plzeň zvítězila 4:3. V úvodu sezóny většinou začínal na lavičce náhradníků, na pravé straně začínal v základní sestavě navrátilec Milan Petržela. V prvním utkání 4. předkola Ligy mistrů 2013/14 (resp. play-off předkola) 20. srpna proti slovinskému týmu NK Maribor nacentroval Rajtoral míč na Michala Ďuriše, který vstřelil poslední gól zápasu. Viktoria zvítězila na domácí půdě 3:1. Zahrál si i v základní skupině Ligy mistrů, kde se viktoriáni střetli s německým Bayernem Mnichov, anglickým Manchesterem City a ruským CSKA Moskva. 2. října 2013 vstřelil úvodní gól střetnutí proti CSKA Moskva (hrálo se v Petrohradu), když z úhlu usměrnil do sítě zblokovanou střelu spoluhráče. Plzeň ale nakonec podlehla soupeři 2:3.
1. září 2013 zvyšoval v 9. minutě na 2:0 krásnou střelou z voleje do horního rohu brány Sigmy Olomouc, Plzeň nakonec zvítězila 3:2. S klubem skončil v 1. české lize i v českém poháru na konci sezóny na 2. místě, v obou případech za Spartou Praha.

#### Sezóna 2014/15
Podzimní část sezóny prakticky nehrál, potýkal se s únavovým syndromem, který ho limitoval i v minulosti. V 18. kole na půdě FC Hradec Králové vstřelil v 76. minutě z voleje zpoza velkého vápna branku na konečných 3-2. Dvě kola před koncem ročníku 2014/15 získal s mužstvem mistrovský titul.

#### Sezóna 2015/16
Před sezonou 2015/16 prodloužil s Plzní smlouvu do léta 2018. 18. července 2015 se podílel na zisku Superpoháru, když Viktorka porazila FC Slovan Liberec 2-1. S Plzní se představil ve 3. předkole Ligy mistrů UEFA, kde klub narazil na izraelský celek Maccabi Tel Aviv FC. V prvním zápase na půdě soupeře Viktorka zvítězila 2-1, ale v odvetě prohrála 0-2 a vypadla. S mužstvem následně hrál 4. předkolo Evropské ligy UEFA, kde tým narazil na klub ze Srbska FK Vojvodina Novi Sad. Po výhrách 3-0 a 2-0 Plzeň postoupila do základní skupiny Evropské ligy, kde bylo mužstvo nalosováno do skupiny E společně s FK Dinamo Minsk (Bělorusko), Villarreal CF (Španělsko) a Rapid Vídeň (Rakousko). V konfrontaci s těmito týmy Západočeši získali 4 body, skončili na třetím místě a do jarní vyřazovací části nepostoupili. Za Plzeň v základní skupině Evropské ligy odehrál pět utkání, chyběl pouze v posledním zápase na domácí půdě proti Villarrealu. V ročníku 2015/16 získal tři kola před konce sezony s Viktorkou mistrovský titul, klub dokázal ligové prvenství poprvé v historii obhájit. Celkem v dresu Viktorie odehrál v lize i pohárech 247 zápasů, dal 26 gólů.

### Hannover 96 (hostování)
Koncem ledna 2014 odešel na půlroční hostování do německého klubu Hannover 96 s možností opce na trvalý přestup. Trenér Tayfun Korkut jej poslal poprvé na hřiště 1. února 2014 v bundesligovém zápase proti Borussii Mönchengladbach (výhra 3:1). Po sezoně 2013/14 se vrátil do Plzně.

### Gaziantepspor
V srpnu 2016 po nepovedeném startu do ročníku 2016/17 v Plzni skončil. Společně s Danielem Kolářem odešel do zahraničí, konkrétně do tureckého Gaziantepsporu. S Gaziantepsporem uzavřel smlouvu na dva roky. Jeho působení zde skončilo nešťastně, 23. dubna 2017 ve svém bytě v Turecku spáchal sebevraždu oběšením. Turecký fotbalový svaz rozhodl, že se v příštím kole Süper Lig i Türkiye Kupası bude držet minuta ticha na počest hráče. Kondolenci vyjádřilo mnoho hráčů, z klubů mj. 1. FK Příbram, FC Baník Ostrava, Hannover 96, FC Barcelona; a také UEFA a FIFA. Jeho památku uctili mimo Gaziantepspor mj. i v české nejvyšší lize, kde se na stadionech držela před výkopem utkání minuta ticha. Ve Viktorii Plzeň fans vyjádřili respekt aplausem a klub navždy vyřadil Rajtoralovo číslo 27, které po něm v Plzni nosil rakouský fotbalista Andreas Ivanschitz.

### Klubové statistiky
| Sezóna  | Klub                | Soutěž             | Zápasy | Góly |
| ------- | ------------------- | ------------------ | ------ | ---- |
| 2004/05 | FK Marila Příbram   | Gambrinus liga     | 15     | 1    |
| 2005/06 | FC Baník Ostrava    | Gambrinus liga     | 26     | 0    |
| 2006/07 | FC Baník Ostrava    | Gambrinus liga     | 26     | 8    |
| 2007/08 | FC Baník Ostrava    | Gambrinus liga     | 25     | 3    |
| 2008/09 | FC Baník Ostrava    | Gambrinus liga     | 23     | 1    |
| 2009/10 | FC Viktoria Plzeň   | Gambrinus liga     | 28     | 3    |
| 2010/11 | FC Viktoria Plzeň   | Gambrinus liga     | 27     | 3    |
| 2011/12 | FC Viktoria Plzeň   | Gambrinus liga     | 29     | 2    |
| 2012/13 | FC Viktoria Plzeň   | Gambrinus liga     | 28     | 3    |
| 2013/14 | FC Viktoria Plzeň   | Gambrinus liga     | 16     | 3    |
| 2013/14 | Hannover 96 (host.) | Bundesliga         | 7      | 0    |
| 2014/15 | FC Viktoria Plzeň   | Synot liga         | 16     | 4    |
| 2015/16 | FC Viktoria Plzeň   | Synot liga         | 22     | 1    |
| 2016/17 | FC Viktoria Plzeň   | ePojisteni.cz liga | 3      | 0    |
| 2016/17 | Gaziantepspor       | Süper Lig          | 12     | 0    |

## Reprezentační kariéra

### Mládežnické výběry
Rajtoral prošel mládežnickými reprezentačními výběry do 18 a 19 let.
15. června 2006 debutoval za českou reprezentaci do 21 let v přátelském zápase proti domácímu Finsku, utkání skončilo vítězstvím českého týmu 2:1, Rajtoral nastoupil od začátku druhého poločasu. Zúčastnil se Mistrovství Evropy hráčů do 21 let 2007 v Nizozemsku, kde český tým skončil po zápasech s Anglií (0:0), Srbskem (prohra 0:1) a Itálií (prohra 1:3) s 1 bodem na posledním místě základní skupiny B.
Celkem za "jedenadvacítku" odehrál v letech 2006–2008 15 zápasů (4 výhry, 6 remíz, 5 proher) a vstřelil 1 gól.

### A-mužstvo
V seniorské reprezentaci debutoval 29. února 2012, trenér Michal Bílek jej povolal k přátelskému utkání proti domácímu Irsku, kde v 67. minutě střídal svého klubového spoluhráče z Plzně Milana Petrželu (utkání skončilo remízou 1:1).
Po evropském šampionátu 2012 nastoupil v prvním přátelském utkání nového reprezentačního cyklu 15. srpna 2012 ve Lvově proti domácí Ukrajině (0:0), 8. září v Kodani proti Dánsku (kvalifikační zápas o MS 2014 v Brazílii, opět 0:0) a v dalším přátelském utkání v Teplicích proti Finsku 11. září (prohra 0:1). Objevil se v základní sestavě v kvalifikačním zápase 12. října proti Maltě. Po čtyřzápasovém střeleckém trápení českého týmu bez vstřeleného gólu (mimo tří výše zmíněných zápasů ještě prohra 0:1 z evropského šampionátu s Portugalskem)  zvítězila ČR 3:1, v nastaveném čase chytil ještě Petr Čech přísně nařízený pokutový kop. 16. října 2012 nastoupil Rajtoral v Praze v kvalifikačním zápasu s Bulharskem (0:0).

#### EURO 2012
Zúčastnil se i Mistrovství Evropy ve fotbale 2012 konaného v Polsku a na Ukrajině. V prvním utkání proti Rusku nenastoupil, český celek jej prohrál 1:4. V 90. minutě druhého utkání proti Řecku (12. června 2012) střídá Rajtoral Daniela Koláře za stavu 2:1 pro český tým, tento stav vydržel až do konce. Nicméně se stala chyba, Rajtoral měl střídat unaveného Petra Jiráčka a nikoli Koláře, který do zápasu nastoupil v jeho polovině. V posledním zápase základní skupiny A proti Polsku (16. června) střídal v 84. minutě střelce jediného gólu Petra Jiráčka (v utkání ČR zvítězila 1:0 a postoupila se 6 body z prvního místa skupiny do čtvrtfinále proti Portugalsku). Čtvrtfinálové střetnutí s Portugalskem neabsolvoval, ČR v něm prohrála 0:1 a na turnaji skončila.

### Reprezentační góly a zápasy
Góly Františka Rajtorala v české reprezentaci do 21 let 
| Gól | Datum        | Stadion            | Soupeř   | Skóre (min.) | Výsledek | Soutěž                      |
| --- | ------------ | ------------------ | -------- | ------------ | -------- | --------------------------- |
| 010 | 21. 11. 2007 | Záporoží, Ukrajina | Ukrajina | 00:20 (82.)  | 0:2      | kvalifikace na ME „21“ 2009 |

| Rok    | Zápasy | Góly |
| ------ | ------ | ---- |
| 2006   | 2      | 0    |
| 2007   | 12     | 1    |
| 2008   | 1      | 0    |
| Celkem | 15     | 1    |

| Rok    | Zápasy | Góly |
| ------ | ------ | ---- |
| 2012   | 10     | 0    |
| 2013   | 3      | 0    |
| 2014   | 1      | 0    |
| Celkem | 14     | 0    |